# Веллингтонский колледж
Веллингтонский колледж (Колледж Веллингтона; англ. Wellington College) — один из самых больших и престижных колледжей (частных школ) Великобритании. Расположен в городе Крауторн, графство Беркшир.
Был основан королевой Викторией в 1853 (открыт в 1859) и назван в память о фельдмаршале герцоге Веллингтоне.
Сегодня в колледже обучаются подростки в возрасте о 13 до 18 лет, общее количество учеников достигает 900, большая часть студентов проживает на территории колледжа.
Колледж располагает 8 учебными корпусами. Также имеются часовня, обсерватория, спортивные площадки, библиотека, музыкальные кружки, студия рисования и фотостудия, учебный театр.